# Distrito electoral de Jacksonville n.º 1
Jacksonville No. 1 (en inglés: Jacksonville No. 1 Precinct) es un distrito electoral ubicado en el condado de Morgan en el estado estadounidense de Illinois. En el Censo de 2010 tenía una población de 1162 habitantes y una densidad poblacional de 549,82 personas por km².

## Geografía
Según la Oficina del Censo de los Estados Unidos, tiene una superficie total de 2.11 km², de la cual 2.11 km² corresponden a tierra firme y (0%) 0 km² es agua.

## Demografía
Según el censo de 2010, había 1162 personas residiendo. La densidad de población era de 549,82 hab./km². De los 1162 habitantes, estaba compuesto por el 73.24% blancos, el 19.79% eran afroamericanos, el 0.17% eran amerindios, el 0.09% eran asiáticos, el 0% eran isleños del Pacífico, el 1.12% eran de otras razas y el 5.59% pertenecían a dos o más razas. Del total de la población el 3.44% eran hispanos o latinos de cualquier raza.